# أديغة
الأديغة (بالأديغية: Aдыгэ) ينحدر الأديغة من العرق الآري، ويعتقد أن الإغريق هم أول من أطلق على جميع شعوب شمال القفقاس اسم شركس، إذ ليس لكلمة شركس أصل في اللغة الأديغية كما أنه ليس نابعًا منهم ولا من ثقافتهم. أما اليوم فيشار بكلمة شركس إلى الأديغة فقط من شعوب شمال القوقاز، ففي عام 1991 أوصى المؤتمر العلمي الذي عقد في مايكوب تحت عنوان «نحن أديغا شركس» باعتماد اسم «أديغا» لتحديد الهوية إن كان باللغة الشركسية واسم «شركس» إن كان باللغة الروسية أو اللغات الأخرى. واستنادا إلى هذه التوصية أقر المؤتمر الشركسي الأول الذي عقد في نالشك في عام 1992 توحيد الاسم العرقي للشراكسة.
على الرغم من أن الموطن الأصلي للأديغة هو في غرب منطقة شمال القوقاز، إلا أن أكثر من نصفهم يعيش اليوم في تركيا، بينما بقي ربعهم في شمال القوقاز (قراتشاي-تشيركيسيا وقبردينو-بلقاريا وأديغيا وأيضًا في السواحل الشمالية الغربية للقوقاز على البحر الأسود)، والربع المتبقي في بلدان المشرق العربي.

## الثقافة الأديغية

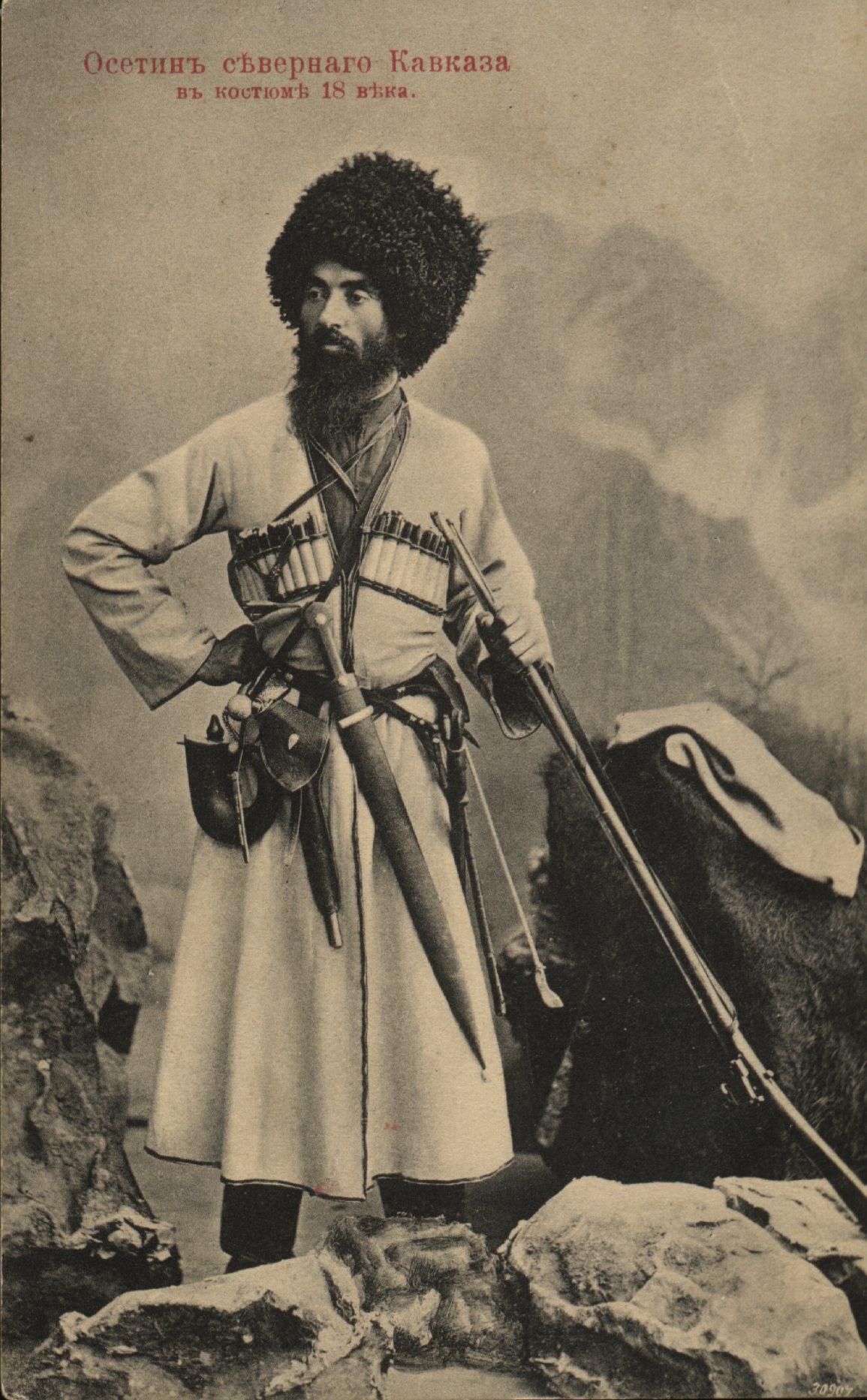
شركسي في القفقاس من القرن الثامن عشر بملابسه التقليدية بكامل سلاحه

الأديغة شعب مقاتل منذ القدم، وقد تضمنت أعرافهم حمل السلاح والتدرب عليه بالنسبة للشباب. وقد عرفوا عبر التاريخ بقتالهم إلى جوار جيوش عديدة منها جيوش الفرس والروم البيزنطيين والقبيلة الذهبية، كما كانوا ممثّلين بكثرة في مماليك تركيا ومصر.
يتحدث الأديغة الذين بقوا إلى الآن في القوقاز اللغة الروسية واللغة الأديغية وهي إحدى اللغات القوقازية الشمالية، وتكتب كلاهما بالأحرف السلافية.

### اللغة الأديغية
يطلق عليها في البلاد العربية اسم اللغة الشركسية. وتعد الأديغية واحدة من لغات شمال القفقاس، وتتفرع بدورها إلى لهجات يتكلمها الأديغة أو الشراكسة منها الأبزاخ والبجدوغ والقبرطاي والشابسوغ الجمكوي وغيرها.

#### ملاحم نارت الشركسية
كلمة نارت كلمة ذات جذور إيرانية يُقصد بها على الأرجح «بطل» أو «إنسان». وأساطير نارت هي عبارة عن سلسلة من القصص التي تعود أصولها إلى منطقة القفقاس الشمالي، وهي تمثل الأساطير الأساسية للمجموعات البشرية التي تسكن المنطقة؛ بعضها مجرد قصص بسيطة، لكن لبعضها الآخر قيمة أسطورية تاريخية باعتبارها إبداعًا أسطوريًا قديمًا. وينسب أول تدوين لها باللغة الروسية إلى الكاتب الشركسي نغومه شورة الذي دونها ما بين عامي 1835 و1843، ونشرت بعد وفاته عام 1861. ظهرت ترجمتها الألمانية عام 1866 والعربية نحو عام 1980.
النسخ الأكثر شهرة والتي تعرض للدراسة الجادة هي تلك التي جاءت من الفلكلور الأوسيتي والشركسي، ثم الأبخازي والأبازي. كما تظهر الملاحم النارتية في فلكلوري القرشاي ـ بلقار والشيشان والأنغوش.

### علم الأديغيا

علم الاتحاد الشركسي.

علم أديغيا في روسيا الإتحادية، هو حقل أخضر مع اثنتي عشرة نجمة ذهبية، تسعة منهم يشكلون قوساً، والثلاث الأخريات موضوعات بشكل أفقي. وفي الوسط ثلاث أسهم متقاطعة.
اللون الأخضر للعلم يرمز إلى لون ربيع أرض الوطن، الاثنتا عشرة نجمة تمثل قبائل الأديغة مع التشديد على أنها متماثلة تماماً كرمز للمساواة في الوحدة، والأسهم الثلاث ترمز إلى أنهم شعب مسالم لا يؤمن بالعنف إلا للدفاع عن نفسه وأرضه.
النموذج الأصلي للعلم رُسِمَ عام 1830 على يد الأمير الشركسي سفربي زان. التصميم تم استخدامه من قبل الأديغيين في القرن الـ19 عندما حاربوا الإمبراطورية الروسية. وتم تبني العلم الحالي بعد انهيار الاتحاد السوفييتي في 23 مارس 1992.

### الفولكلور الشركسي
يشتهر الشركس بالرقص الشركسي، وهو نوع من الرقص الرقيق بالنسبة للفتاة والرجولي بالنسبة للشاب، وهو رقص نبيل ومحتشم، حيث يندر أن يتلامس الراقصون بأي شكل من الأشكال أثناءه. كما أن لحفلات الرقص التي تتم غالبًا أثناء الأعراس أو المناسبات أو السهرات أعرافًا وتقاليد معروفة لا يجوز تجاوزها، ورغم ما تتعرض له من تأثيرات معاصرة، إلا أنها ما تزال تحافظ على حدود معقولة من التمييز والالتزام.
أما عن اللباس الشركسي التقليدي فقد أصبح نادرًا جدًا هذه الأيام سواء بالنسبة للنساء أو للرجال، وتحول إلى زي فلكلوري تعتمده فرق الرقص الفلكلوري الشركسي فقط، وربما يرتديه البعض في حالات خاصة أثناء الاحتفالات أو المناسبات. بالنسبة إلى ملابس النساء الشركسيات، فهي تمتاز بزخارف مميزة ذات مستوى فني رفيع، وبالنسبة للرجال فيعد الخنجر الشركسي أو القامة بنصله الحاد الذي لا يحتوي على واق لليد عند مقبضه، والذي يعرف باسم الساشقوا، رفيق الزي الشركسي الفلكلوري للرجل إضافة إلى القبعة الصوفية أو القلبق الشركسي الشهير، وهو الزي الوحيد الذي ما يزال حاضرًا ولو بندرة على رؤوس الرجال الشراكسة، إضافة إلى الساكوا المعطف السميك للوقاية من البرد.

## حياة الأديغة
الأديغة شعب جبلي، لذا فقد مارسوا منذ القدم تربية المواشي واشتهروا بصناعة الجبنة الشركسية اللذيذة التي تجد الرواج والإقبال الكبير في روسيا وتركيا وجميع البلدان التي هاجر إليها الشراكسة، واشتهروا بإنتاج العسل القوقازي الشهير، كما كان الصيد في الأماكن المرتفعة يمدهم بحاجاتهم من اللحوم. اعتمد الأديغة في وجباتهم التقليدية على الخبز والأرز المطبوخ مع اللحم والتوابل والحليب والأجبان والبقول والفواكه ومن مرق اللحم الكثيف مع الطحين والحليب والجوز. ومن أشهر أكلاتهم شبس باستة والمامرس.
حافظ الأديغة على مجتمعهم ولغاتهم وتقاليدهم ضمن محافظتهم على الخابزة، أينما حلوا إلى أن تزايد انخراطهم في المجتمعات المحلية التي سكنوها بدءً من ستينيات القرن العشرين، وتراجع بشكل ملحوظ عدد الشباب المتحدثين بلغتهم الأصلية، كما أخذت العادات والتقاليد المتعلقة بكثير من نواحي الحياة في التغير والتأقلم مع ظروف حياتهم الجديدة.
وقد حافظ الشركس على مجتمعهم ولغاتهم وتقاليدهم إلى حد كبير في تركيا وسوريا والأردن وفلسطين.

## تاريخ الأديغة

### حروب الأديغة
استمرت حروب الأديغة ضد روسيا قرابة المئة وعشرين عامًا بصورة مستمرة ولكن لم تكن منظمة ولم تكن تحت قيادة واحدة، أثناء الحملات التوسعية التي شنتها روسيا في نهاية القرن الثامن عشر وبداية القرن التاسع عشر لضم أراضيهم إلى روسيا القيصرية، ولم تقدم لهم أوروبا الغربية أية مساعدات، بالرغم من علمها بما يحدث.
بعد حرب القرم انصب اهتمام روسيا على إقليم القوقاز بدءً بالداغستان والشيشان. وبعد أن قضت في عام 1859، على الشيخ شامل الداغستاني في شرق القوقاز، نقلت تركيزها على غربه مخضعة أرض الأديغة في 21 مايو 1864، لذا يعد هذا اليوم يوم حداد عند شعوب القفقاس. اعتبر الأديغة من الأقليات الإثنية تحت الحكم الروسي، وخضعوا لسياسة إعادة التوطين. كما عانوا من سياسة التذويب تحت الحكم الشيوعي فيما بعد.

### التهجير
أدت سيطرة روسيا على أراضي الأديغة إلى موجات من الهجرات القسرية إلى أنحاء الإمبراطورية العثمانية تحت وطأة التهديدات الروسية بالإبادة التامة أو النقل والتوطين في أماكن تحددها القوات الروسية وهي أشبه بمعسكرات الاعتقال. يتواجد أغلب أديغة الشتات حاليا في تركيا وعددهم فيها حوالي خمسة ملايين نسمة، كما توجد مجتمعات كبيرة منهم في الأردن وعددهم حوالي 200 ألف نسمة وفي سوريا وعددهم فيها حوالي ربع مليون نسمة (250 ألف نسمة) وهناك عشرات الآلاف منهم في كل من لبنان ومصر وفلسطين وليبيا وجمهورية مقدونيا؛ وكذلك في الولايات المتحدة كهجرة ثانية. كما استقرت جماعة من الشركس في بلغاريا في أعوام 1864 و1865، إلا أن معظمهم غادرها عندما استقلت بلغاريا عن الإمبراطورية العثمانية عام 1878، إذ يقدر عددهم فيها حاليًا بحوالي 1300 نسمة فقط.

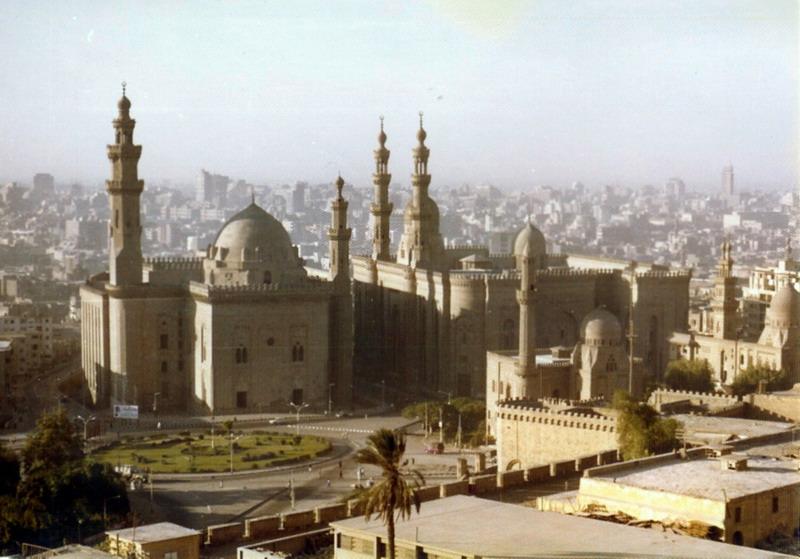
صورة مأخوذة من داخل قلعة محمد علي تظهر السور الذي قفز فوقه الفرسان الشركس للنجاة بحياتهم

تواجد الشراكسة في مصر قبل وصول موجة الهجرة إليها عقب عام 1864. فقد تواجد الشراكسة كسلاطين وأمراء وقادة في مصر وبلاد الشام والحجاز ضمن دولة السلطنة الشركسية التي استطاعوا تأسيسها والتي يسميها المؤرخون دولة المماليك البرجية أو الشركسية والتي استمرت في الحكم من عام 1382 إلى الفتح العثماني لمصر عام 1517، بعد هزيمتهم في معركة الريدانية. وقد تواجد الشراكسة في مصر وبلاد الشام قبل ذلك كجنود وفرسان وأمراء وقادة للجيوش في صفوف قوات جيوش الدولة الأيوبية، ثم كفرسان وقادة وأمراء وسلاطين ضمن ما يسميه المؤرخون دولة المماليك البحرية أو الترك. كما استمر تواجد الشراكسة في ظل الحكم العثماني بصفة أمراء وقادة عسكريين تحت مسميات مختلفة كشيخ البلد وأمير الحج والكشاف (أي المحافظين والمتصرفين) إلى أن قضى محمد علي باشا عليهم في عام 1811 فيما يعرف بمذبحة القلعة.
ولكنهم استمروا بالظهور بعد تلك المذبحة المشؤومة كجنود وقادة وسياسيين في الدولة المصرية تحت حكم محمد علي باشا وأبناءه وأحفاده من بعده، حيث ظهر المئات من القادة العسكريين والساسة المتميزين الذين تقلدوا أعلى المناصب العسكرية والسياسية، وتقلدوا المناصب الوزارية الكثيرة، والعديد من مناصب رئاسة الوزارة المصرية ورئاسة الديوان الخديوي أو الملكي وهي أعلى المناصب السياسية.
كما يقدر تعداد الشركس في ليبيا بنحو 10,000 نسمة، يسكن معظهم في قرية الشراكسة الواقعة في مدينة مصراتة، كما يعيش جزء منهم في مدينة بنغازي وعددهم يقرب من الـ 5,000 نسمة. وقد صرح وفد يمثل الشراكسة الليبيين حضر إلى كراسنودار للمشاركة في المؤتمر العام للجمعية الشركسية العالمية الذي انعقد في الفترة الواقعة ما بين 25 يونيو ـ 28 يونيو 1998 صرح بأن عددهم في ليبيا يبلغ حوالي 135 ألف شركسي.

### الأديغة في العصر الحاضر
حصل الشراكسة في روسيا على حكم ذاتي في ثلاثة جمهوريات هي:
1. جمهورية أديغيا.
2. جمهورية قبردينو - بلقاريا.
3. جمهورية قراتشاي - تشيركيسيا.

كما أعلنت أبخازيا استقلالها بدعم من روسيا، بالرغم من عدم وجود إجماع دولي على الاعتراف بهذا الاستقلال.
تعد كل هذه الجمهوريات متطورة من الناحية السياحية والعلمية والصناعية والاقتصادية، حيث تضم صناعات نفطية والأسلحة والملابس والمعدات الزراعية والصناعات التجميعية وغيرها. وتشكل عائدات الصناعة نسبة عالية من الدخل الوطني، حيث تشكل عائدات الصناعة بنحو 65% من الدخل في جمهورية قبردينو - بلقاريا.
أهم الجامعات هي جامعة قبردينو - بلقاريا - نالتشيك الحكومية. ونالتشيك هي عاصمة جمهورية القبردي، وهي تتشابه وباقي مدن الشركس مع مدن أوروبا الشرقية في كثير من السمات.

### مناطق تواجد الأديغة خارج القفقاس

#### الأردن
في الأردن، استقر معظمهم في عمان منذ عام 1878 م، وفيها بنوا أولى البيوت الطينية في المنطقة وأنشأوا الأحياء الشركسية التي لا تزال حتى الآن تعرف بأحياء المهاجرين والشابسوغ والقبرطاي، ونزلوا قرب خرائب جرش القديمة، حيث أعادوا استصلاحها وإعمارها وسكنوها بعد أن كانت خرائب مهجورة. , وبنى آخرون منهم مدنا أخرى مثل وادي السير وناعور والرصيفة وصويلح، وساعدوا إخوتهم الشيشان في بناء مدينة الزرقاءكما ساعدهم الشيشان في بناء مدينةصويلح وبنى الشيشان لوحدهم مدينتي السخنة والأزرق الجنوبي وذلك خلال هجرات شركسية وشيشانية بأوقات مختلفة منذ عام 1878 وحتى عام 1910م. كما توجه الكثير من الشراكسة للسكنى في منطقة بيادر وادي السير ومرج الحمام وطريق السلام من ضواحي ناعور في نهاية القرن العشرين وأوائل هذا القرن.
يقدر عدد الشركس والشيشان وداغستانيين في الأردن وحدها بما يقارب الـ 150 ألف نسمة. أما مجموع شراكسة الشتات حول العالم والذي كان يقدر بثلاثة ملايين نسمة قبل سنوات، فمن المرجح أن عددهم قد زاد بعد هذه السنوات حيث يمكن أن يقدر بخمسة ملايين نسمة. وللشركس في الأردن أربعة مقاعد في البرلمان حسب الانتخابات البرلمانية الأردنية الأخيرة. وقد اتخذ منهم حكام الأردن حرسًا ملكيًا خاصًا، بلباسهم القوقازي التقليدي.
ولهم عدة مؤسسات تخصهم منها الجمعية الخيرية الشركسية في عمان ولها سبعة فروع في مدن مختلفة، ونادي الجيل الجديد والنادي الأهلي الأردني وجمعية أصدقاء شمال القفقاس. ويمثل الشراكسة المجلس العشائري الشركسي، كما يمثل الشيشان المجلس الشيشاني العشائري الخاص بهم.

#### سوريا
في سوريا، استقر معظم الشراكسة في هضبة الجولان، وأنشأوا قراهم هناك وآخرون سكنوا دمشق وحلب وحمص والأرياف المحيطة بتلك المدن، كما يوجد حي في دمشق اسمه «الشركسية» وحي آخر اسمه المهاجرين. ومن القرى الشركسية في سوريا القنيطرة، وفي منطقة الجولان استقروا في بئر عجم وبريقة التي امتلك فيها الشركس مصنعًا للقرميد زمن الاحتلال الفرنسي لسوريا، بالإضافة إلى قرية المدارية ومجموعة من القرى المحتلة مثل المنصورة وعين زيوان والسلمنية والخشنية والجويزة والفحام والعدنانية وغيرها، وفي محافظة ريف دمشق قرية مرج السلطان في الغوطة الشرقية. وفي حلب، بنوا قرى خناصر ومنبج، أما في محافظة حمص فسكنوا قرى عديدة أهمها وأكبرها قرية عين النسر (قون تشوقه حابلة بالأديغية) وعسيلة (ينم بالأديغية) وتلعمري (دجه جه حابلة بالأديغية) وتليل (ناجة حابلة، بالأديغية نسبة لعائلة ناجة مؤسسي القرية) وأبو همامة (خوساي بالأديغية) ومريج الدر وديرفول. وفي منطقة السلمية قرى تلسنان وتلعدا وذيل العجل وجصين. كما سكنوا في محافظة اللاذقية في ما يسمى بحي الشركس في منطقة جبلة، وكذلك قرية عرب الملك في طرطوس.
و بالرغم من أن عددا قليلا من الشراكسة التحقوا للخدمة مع الجيش الفرنسي الذي احتل سوريا لتنفيذ الانتداب الفرنسي المفروض عليها، تحت وطأة العوز والحاجة إلا أنهم حاولوا أن يكونوا دائما مع أماني الشعب السوري في التحرر والاستقلال، وظهرت حالات كثيرة ساعد فيها منتسبوا الجيش من الشراكسة الشعب السوري والثورة السورية إما بانضمام صريح أو بطرق أخرى غير مباشرة. وعند جلاء الاحتلال الفرنسي عن البلاد سارع الشراكسة لتأييد الجمهورية السورية الوليدة برئاسة الرئيس شكري القوتلي وشكلوا واحدة من أولى وحدات الجيش السوري الوطني الجديد من عدة مئات من المتطوعين الشراكسة. وقد شارك المتطوعون والجنود الشراكسة في حرب 1948. كما قتل المئات من الشراكسة في في كل من حرب الأيام الستة وحرب 1973. ومن أهم هؤلاء الضابط جواد أنزور ألف عنه الأديب عبد السلام العجيلي قصة بعنوان (السيف والتابوت) تتحدث عن قصة مقتله بعد نجاحه مع فرقته الشركسية في استرداد موقع (تل العزيزيات) الإستراتيجي من الجيش الإسرائيلي مرتين.
ويقدر عدد الشراكسة في سوريا بحوالي ربع مليون نسمة (250ألف نسمة)، ويتكونون من مختلف القبائل الشركسية وأغلبيتهم من الأبزاخ والقبردي والشابسوغ والبزادوغ.ويحافظون بصورة جيدة على لغتهم وعاداتهم وتقاليدهم الشركسية.و لهم جمعية خيرية أنشأت باسم جمعية المقاصد الخيرية الشركسية عام 1948م، وتم تغيير اسمها للجمعية الخيرية الشركسية قبل بضعة سنوات فقط. ويوجد للجمعية فروع عديدة في مختلف المدن السورية.
وقد ساهم الشراكسة في بناء وتطوير الوطن السوري في مختلف النواحي السياسية والعسكرية والاجتماعية والعلمية والثقافية. وبرز منهم الكثير من القادة العسكريين الذين حصلو بتفانيهم على أعلى الرتب العسكرية السورية وهي رتبتي العماد وتليها رتبة اللواء ثم العميد.كما برز منهم الوزير والكثيرين من وكلاء الوزارات والمدراء العامين ونواب مجلس الشعب والمحافظين. كما برز منهم العديد من الأدباء والعلماء والصحافيين والأبطال الرياضيين والفنانيين المبدعين.

#### فلسطين
وفي فلسطين، استقر الشراكسة في منطقة الجليل، حيث أنشأوا قريتي الريحانية وكفر كما، ويبلغ عدد الشراكسة في القريتين حوالي خمسة آلاف نسمة فقط، ومعظمهم من قبائل الأبزاخ والشابسوغ الشركسية. سكان القرية يتكلمون أربع لغات، الشركسية، العبرية والعربية والإنجليزية.

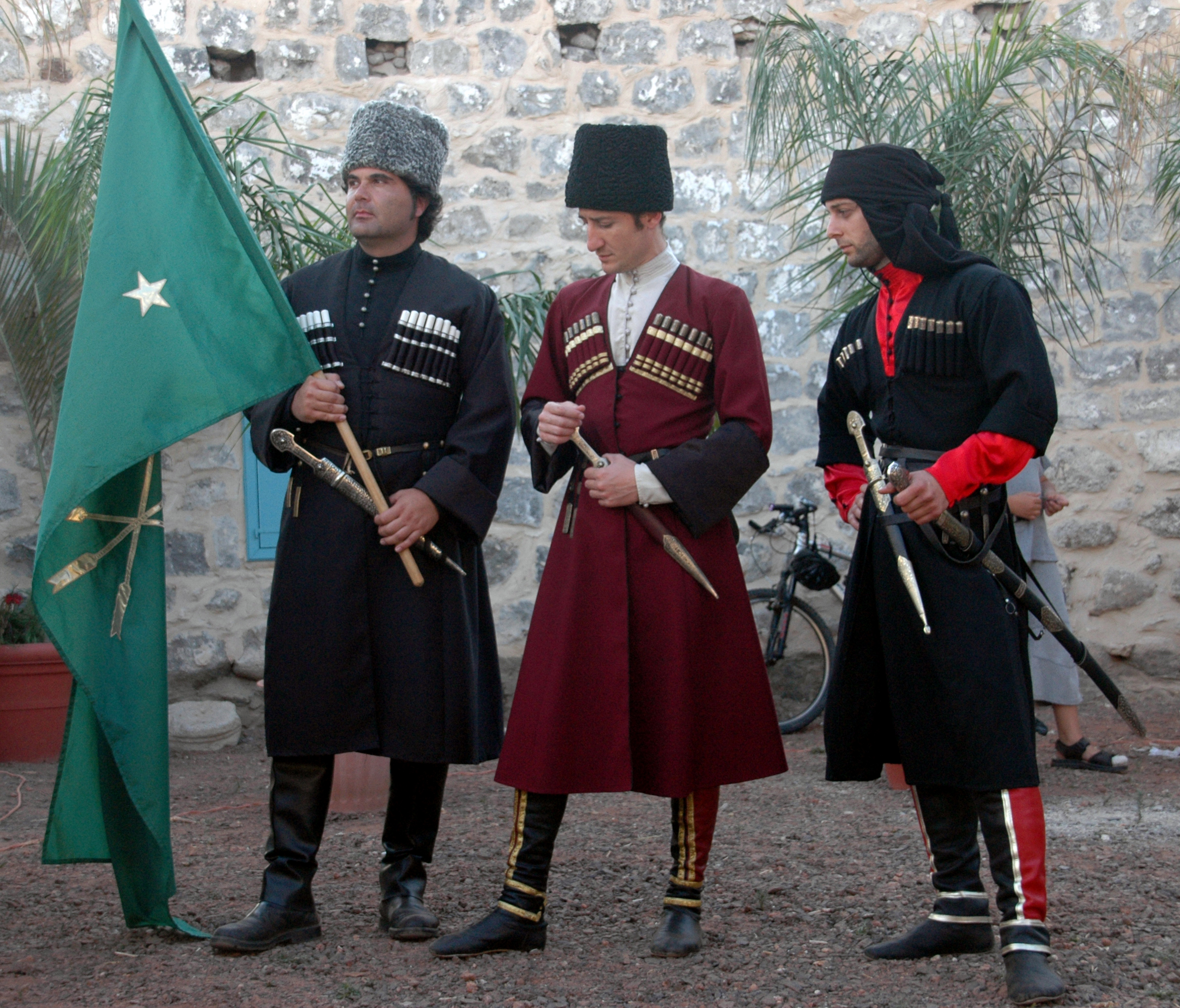

## الأديغة والشيشان
الأديغة والشيشان شعبان مختلفان يجمعهم الدين والجغرافيا والتاريخ، فالأديغة هم من قبائل ذات أكثرية مسلمة تعيش أصلاً في منطقة غرب شمال جبال القفقاس، ويعتقد البعض بأنهم من سلالات الحيثيين. ويجاورهم الشيشان والداغستان وشعوب أخرى في المنطقة، اعتنق معظمهم الإسلام أيضًا، ولذلك خلط الناس بينهم، وخاصةً أن لباس الرجل الشيشاني التقليدي فيه شبه كبير لما يلبسه الأديغة، كما إن فروق أصول اللغة واضحة بينهم وبين الشيشان، بالإضافة إلى الاختلاف في العادات والتقاليد والأكلات الشعبية وغيرها.
تعرض كلا الشعبين لتهجير معظمهم من ديارهم إثر خسارتهم الحرب ضد روسيا القيصرية، وحدث ذلك في الوقت واحد، وقد ساهم العثمانيون بتسكينهم في مناطق مختلفة تابعة لنفوذهم، إلا أن أعداد المهجرين الشيشان في بلاد الشام تقل بنسبة كبيرة عن المهجرين الأديغة.

## طالع أيضًا
- المجلس العشائري الشركسي في الأردن
- الجمعية الخيرية الشركسية في الأردن
- القوقاز
- قائمة أعراق وقوميات العالم
- علم الأديغة
- أديغا خابزة

## وصلات خارجية
- الشاعر الأردني الكبير حيدر محمود يمدح الشركس